# Palisota
Palisota là một chi thực vật thuộc họ Commelinaceae.

## Hình ảnh

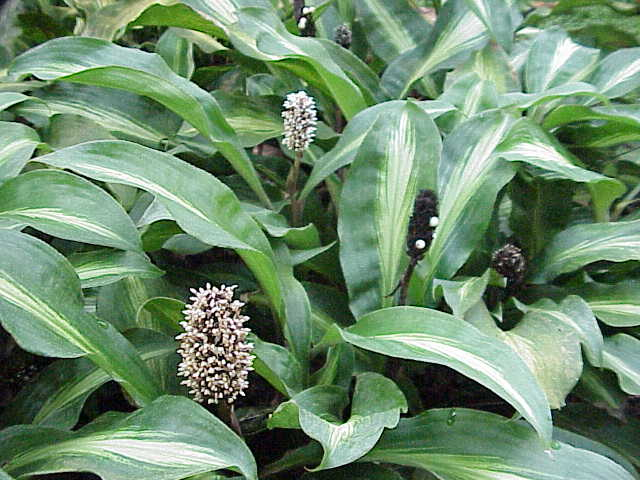
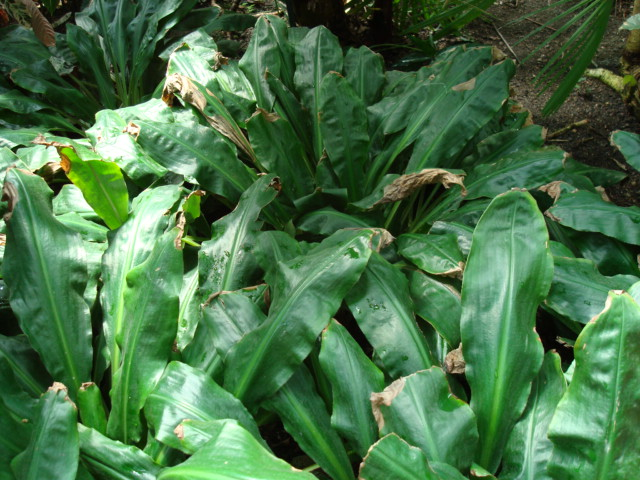

## Loài
- Palisota albertii
- Palisota alopecurus
- Palisota ambigua
- Palisota barteri
- Palisota bicolor
- Palisota bogneri
- Palisota brachythyrsa
- Palisota bracteosa
- Palisota caillei
- Palisota congolana
- Palisota elizabethae
- Palisota flagelliflora
- Palisota gracilior
- Palisota hirsuta
- Palisota lagopus
- Palisota laurentii
- Palisota laxiflora
- Palisota maclaudi
- Palisota mannii
- Palisota megalophylla
- Palisota myriantha
- Palisota ombrophila
- Palisota orientalis
- Palisota pedicellata
- Palisota plagiocarpa
- Palisota preussiana
- Palisota prionostachys
- Palisota pseudo
- Palisota pseudoambigua
- Palisota pynaertii
- Palisota satabiei
- Palisota schweinfurthii
- Palisota staudtii
- Palisota tholloni
- Palisota thyrsiflora
- Palisota thyrsoidea
- Palisota thyrsostachya
- Palisota waibelii
- Palisota westlandia